# Studia Papyrologica
Studia Papyrologica va ser una revista catalana de papirologia publicada entre el 1962 i el 1983.
Va ser fundada, impulsada i dirigida pel jesuïta Josep O'Callaghan Martínez, i publicada pel seminari de papirologia de la facultat de teologia dels jesuïtes de Sant Cugat del Vallès (la facultat desaparegué als anys 80). A la revista aparegueren vora cent documents de la col·lecció papirològica Palau-Ribes, i altres articles sobre papirs i sobre l'antiguitat clàssica i cristiana grecollatina. Publicà articles en català, castellà, anglès, francès, alemany i italià. De periodicitat semestral, n'aparegueren 22 toms. ISSN 0039-3290